# Bronze de alumínio

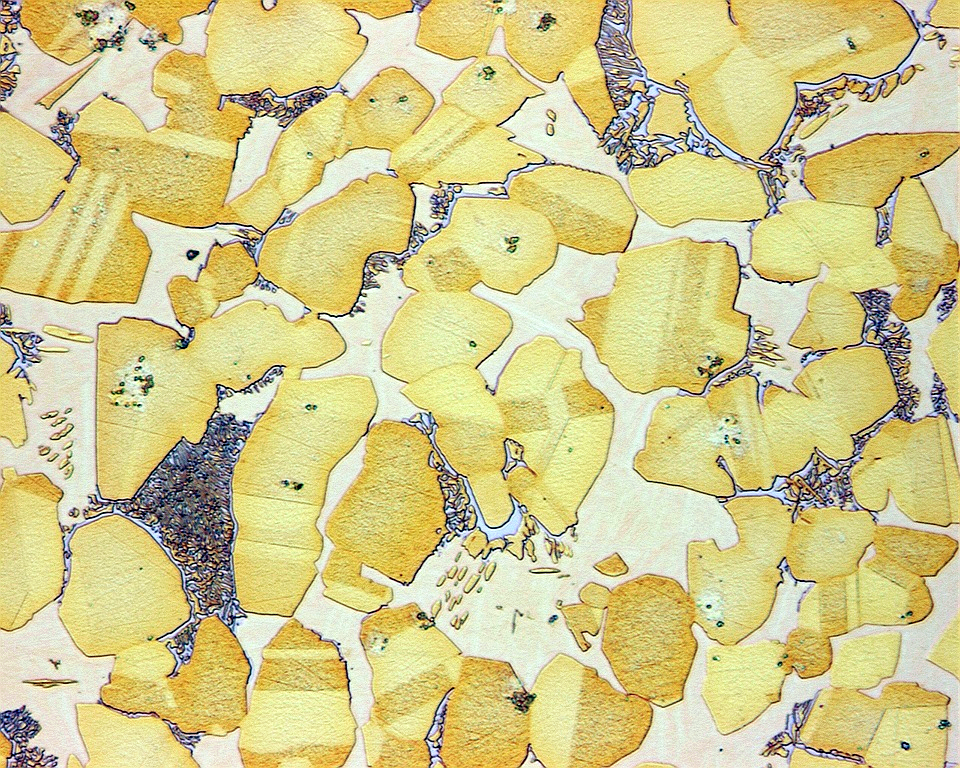
Bronze-Alumínio com 20% de Alumínio, V=50:1

Bronze-Alumínio é um tipo de bronze onde o alumínio é o principal metal adicionado ao cobre.
Por sua grande variedade de composições, esta liga possui diversas aplicações industriais. O Bronze-Alumínio também permite a adição de outros agentes como o ferro, níquel, manganês e o silício.

## Composições
Seguindo os Padrões de Ligas de Bronze-Alumínio da ISO 428. São designadas as seguintes proporções em sua composição:
| Liga          | Alumínio     | Ferro       | Níquel      | Manganês    | Zinco    | Arsênico |
| CuAl5         | 4.0% - 6.5%  | 0.5% max    | 0.8% max    | 0.5% max    | 0.5% max | 0.4% max |
| CuAl8         | 7.0% - 9.0%  | 0.5% max    | 0.8% max    | 0.5% max    | 0.5% max |          |
| CuAl8Fe3      | 6.5% - 8.5%  | 1.5% - 3.5% | 1.0% max    | 0.8% max    | 0.5% max |          |
| CuAl9Mn2      | 8.0% - 10.0% | 1.5% max    | 0.8% max    | 1.5% - 3.0% | 0.5% max |          |
| CuAl10Fe3     | 8.5% - 11.0% | 2.0% - 4.0% | 1.0% max    | 2.0% max    | 0.5% max |          |
| CuAl10Fe5Ni15 | 8.5% - 11.5% | 2.0% - 6.0% | 4.0% - 6.0% | 2.0% max    | 0.5% max |          |

## Propriedades materiais
Ligas de Bronze-Alumínio são muito apreciadas pelo alta força e resistência a corrosão ao ser comparada com outras ligas de bronze. São ligas com baixas taxas de corrosão no ar atmosférico e baixa reactividade com componentes sulfurosos. Também é resistente à corrosão da água do mar. A resistência do Bronze-Alumínio repousa no alumínio que compõe a liga, que reage com a atmosfera (oxigênio) formando uma fina e resistente camada de alumina (óxido de alumínio) que age como uma barreira de proteção em ligas ricas em cobre.
Outra propriedade notável para o Bronze-Alumínio são os efeitos biostático. O cobre previne a colonização por organismos marinhos incluindo algas e, consequentemente, pode ser preferido em relação ao aço inoxidável ou a outras ligas não cuprosas em aplicações onde essa colonização não é desejável.
O Bronze-Alumínio tende a ter a cor dourada.

## Aplicações
O Bronze-Alumínio é muito usado em aplicações onde a sua resistência a corrosão o faz preferível frente a outros materiais. Estas aplicações incluem componentes em trens de pouso de aviões e componentes para motores e hélices de navios. O atrativo de sua tonalidade dourada também o habilita no uso em joalheria.
O Bronze-Alumínio é demandado principalmente nas seguintes áreas industriais:
- Equipamentos navais
- Fornecimento de água
- Industria petrolífera e petroquímica
- Aplicações de material anti-corrosivo especial
- Certas estruturas em construção de prédios
- Confecção de moedas (em diversos países)